# 226672 Kucinskas
226672 Kucinskas este o planetă minoră (asteroid) din centura de asteroizi. A fost descoperită pe 16 aprilie 2004 la Molėtų astronomijos observatorija⁠(d) de Kazimieras Černis⁠(d). 
Obiectul prezintă o orbită caracterizată de o semiaxă mare de 2,3577956358366 UAi, o excentricitate de 0,17, o înclinație de 7,6 ° în raport cu ecliptica.